# Histoire de l'éducation des sourds en France

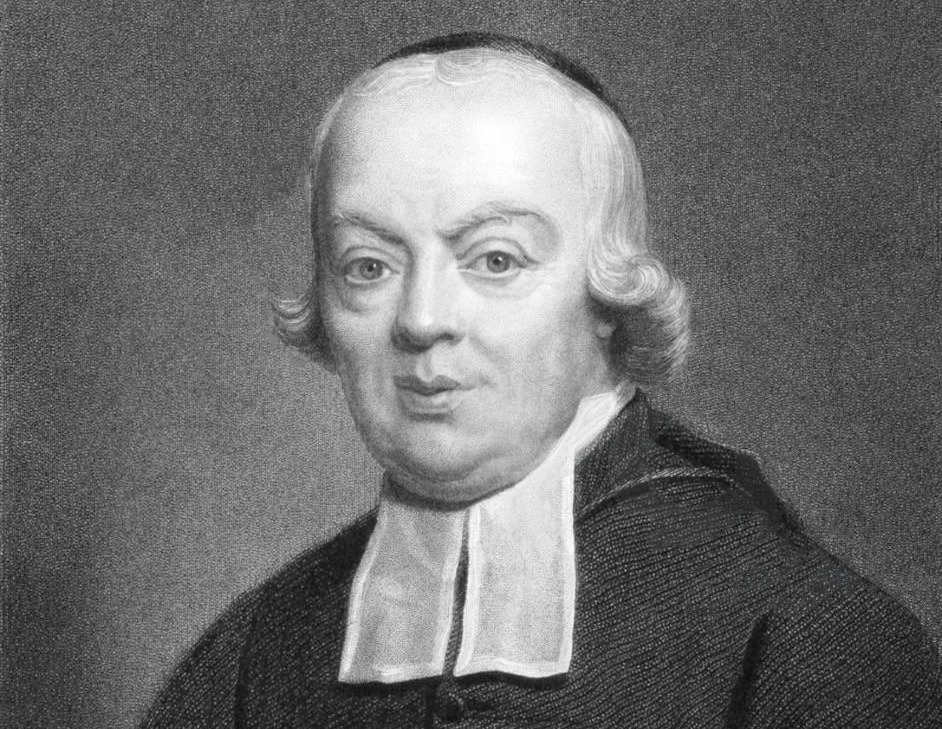
Charles-Michel de L'Épée

L'Histoire de l'éducation des sourds en France commence au XVIIIe siècle. Vers 1720, un professeur sourd, Étienne De Fay, donne des cours aux enfants sourds dans la région d'Amiens en utilisant une méthode dite gestuelle, basée sur des signes. En parallèle, vers 1734, Jacob Rodrigue Pereire développe l’éducation oraliste pour les jeunes sourds dont il est le tuteur. Vers 1760, la rencontre entre Charles-Michel de L'Épée et deux sœurs sourdes mène au développement de la langue des signes française. Si au XIXe siècle, la méthode gestuelle est largement adoptée, après 1880, ce sont les méthodes oralistes qui sont imposées par le gouvernement. Cela change après 1976, qui marque la fin de l'interdiction de la langue des signes françaises dans l'éducation.

## XVIIeetXVIIIesiècles: pionniers de l'éducation des sourds

### Premières traces d'une éducation gestuelle
Né sourd en 1670, Étienne De Fay est placé chez les moines de l’Abbaye Saint-Jean, à Amiens. Les moines l'éduquent en utilisant une forme de langage des signes[réf. nécessaire]. Il est attesté que vers 1720, il enseigne à son tour aux enfants sourds dans cette région.

### Éducation oraliste

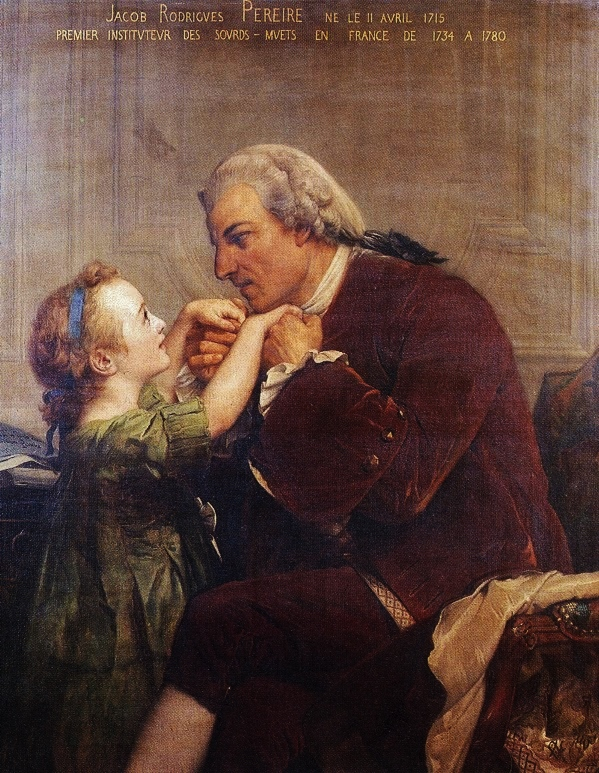
Jacob Rodrigue Péreire enseigne à parler à un sourd

Dès 1734, Jacob Rodrigue Pereire apprend aux sourds à lire et à écrire. Il s'appuie pour cela sur la dactylologie inspirée par Pedro Ponce de León et Juan de Pablo Bonet, personnalités espagnoles pionnières de l'éducation des sourds dans ce pays. Mais pour lui, la dactylologie n’aide pas intégrer dans le monde entendant. Il invente une méthode oraliste pour apprendre les sourds à parler : la lecture labiale et parler avec la voix.

### Le développement de la langue des signes et de l'éducation gestuelle
Avant 1759, le Père Vanin éduque deux sœurs sourdes en utilisant une gamme de signes. Il meurt en 1759,.
Entre 1760 et 1762, l'Abbé de l'Épée prend la suite du Père Vanin, et étudie les signes utilisés par ces sœurs. Il développe les signes méthodiques, mais son principal apport au développement de la langue des signes est d'offrir une éducation gratuite. Sa maison accueille 60 élèves sourds. C'est la co-présence d'un grand groupe de jeunes sourds qui favorisa le développement la langue des signes.

### Développement des écoles spécialisées
Sous la Constituante, la loi du 21 et 29 juillet 1791 crée l'Institution des sourds de naissance. Celle-ci, installée le 4 avril 1794 dans l'ancien séminaire Saint-Magloire devait poursuivre l’œuvre de l'abbé de l'Épée. L'école se nomme désormais Institut National des Jeunes Sourds et se trouve au 254 rue Saint-Jacques. Des écoles spécialisées, d'abord religieuses puis laïques, sont ensuite ouvertes dans les différentes régions françaises, souvent par des disciples de l'abbé de l'Épée, parmi lesquels René Dunan à Nantes[réf. nécessaire].
En 1829, Ferdinand Berthier et Alphonse Lenoir sont les premiers sourds devenus professeurs à l'Institut National des Jeunes Sourds[réf. nécessaire]. Jusqu'à 1880, l'éducation des enfants sourds en langue des signes française a continué de croître. On note les répéteurs sourds : Laurent Clerc, Jean Massieu, René Dunan, Ferdinand Berthier, Ernest Dusuzeau, Claudius Forestier, etc.

## 1880-1976: Dominance de l'éducation oraliste

### Congrès de Milan
En 1880 se déroule le troisième Congrès de Milan, destiné à l'amélioration du sort des sourds. Deux délégations officielles françaises représentent les ministères de l’Intérieur et de l’Instruction publique. Le Congrès est planifié et organisé par un comité créé par des réformateurs, partisans de l'oralisme (donc contre la langue des signes). Le congrès de Milan annonce : « La Convention, considérant l'incontestable supériorité de l'articulation sur les signes pour rendre le sourd-muet à la société et lui donner une connaissance plus complète de la langue, déclare que la méthode orale doit être préférée à celle des signes dans l'éducation et l'instruction des sourds-muets ».

### Évolution des méthodes pédagogiques
Le Congrès de Milan se déroule en conjonction avec les politiques éducatives de la fin du XIXe siècle visant à l'unification nationale, notamment la loi Guizot et la politique éducative de Jules Ferry, par l'unification de la langue. Cela mènerait à favoriser la méthode oraliste, dans des classes inclusives. En adoptant l'oralisme, les organisations éducatives en place (notamment les écoles congréganistes) et leur tutelle administrative (le Ministère de l'Intérieur) pouvaient conserver leur place et s'opposer à leur intégration au Ministère de l'Instruction Publique . Cela mène à l'interdiction de fait de l'utilisation de la langue des signes dans l'éducation, au travers des règlements intérieurs édictés pour les écoles spécialisées . Au tournant du XXe siècle, un militant sourd, Henri Gaillard, conteste l'utilisation de la méthode oraliste. Il s'appuie sur un rapport de 1908 écrit par Alfred Binet et Théodore Simon (respectivement psychologue et médecin), qui ont évalué les compétences scolaires des jeunes sourds et constaté une grande part d'échecs ,.

### Statut des écoles et enseignants spécialisés
Il y a une exception à cette évolution, l'institut d'Asnières : créé par le département de la Seine en 1894, il s'agit d'un établissement mixte (accueillant garçons et filles), placée sous la supervision des services d’enseignement de la Seine, donc du Ministère de l'Éducation Publique. Il était dirigé par Gustave Baguer . 
Au début du XXe siècle, les professeurs sourds sont progressivement remplacés par des professeurs entendants. Il est estimé qu'en 1920, ces directives on entraîné l'extinction de la scolarité en langue des signes en France, les sourds continuant cependant à la pratiquer et la faire vivre au travers d'évènement associatifs, sportifs et festifs. 

## Le retour de la langue des signes

### Réveil sourd
Le réveil sourd fait référence au renouveau de la culture sourde en France à partir des années 1980. Dans le domaine de l'éducation, il marque le retour progressif de la langue des signes et des professeurs sourds.
Professeurs sourds
En 1976, pour la première fois depuis le congrès de Milan en 1880, un décret paru au journal officiel du 15 décembre 1976 autorise les sourds à postuler à des postes d’enseignant spécialisé à la seule condition d’obtenir le Certificat d’aptitude à l’enseignement des jeunes déficients auditifs (CAEDJA). Christian Deck et Jean Jacques Bourgeois s’engagent comme élèves-professeurs à la Providence de Saint-Laurent-en-Royans (Drôme). Ils s’inscrivent à cette formation dispensée par la Fédération des Institutions des sourds et aveugles de France (FISAF). À partir de 1980, Christian Deck, puis Jean-Jacques Bourgeois et Evelyne Koenig, obtiennent enfin le diplôme tant attendu d’enseignant spécialisé pour Sourds, une première en France. Ce fut la porte ouverte à d’autres prétendants sourds de se lancer dans cette perspective éducative.
En même année, le certificat d’aptitude aux fonctions de professeur d’enseignement technique pour déficients auditifs (CAFPETDA) autorise les sourds à devenir professeurs d'enseignement technique. C'est le cas d'André Minguy, en 1981, et de Jean-Louis Michaud, en 1982, qui obtiennent le certificat d’aptitude aux fonctions de professeur d’enseignement technique pour déficients auditifs (CAFPETDA), option menuiserie.
Bilinguisme
En parallèle, en 1979, la première expérimentation en France de l’éducation bilingue a lieu à l’école maternelle de Bossuet, Paris avec le duo bilingue, Danielle Bouvet et Marie-Thérèse L'Huillier qui assure cette première expérience en recevant des enfants Sourds deux heures par jour. Puis, l'association Deux langues pour une éducation (2LPE) est fondé à la bibliothèque de Saint-Jacques, Paris. Cette association nationale a pour but de promouvoir le bilinguisme : Langue des signes française et Langue française, de sensibiliser les parents d’enfants Sourds, les professionnels et les Sourds sur l’éducation bilingue.

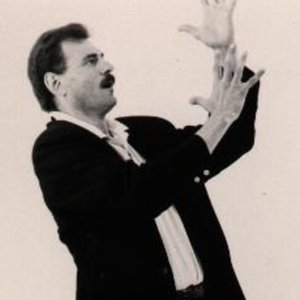
Jean-François Mercurio

En 1982, après le congrès de Toulouse, [Qui ?] se prépare pendant 2 ans un projet de l’enseignement bilingue à l’éducation nationale.
Les deux premières classes maternelles voient le jour en septembre 1984 à Chalon/Saône et Poitiers. Ce dispositif s'étend: en septembre 1985 2LPE créait trois nouvelles classes à Bayonne, Nancy et Toulouse suivi d’un sixième en janvier a Vaires-sur-Marne, d’une 7e en septembre 86 à Poitiers, d’une 8e en mars 1987 à Meaux et d’une 9e en septembre à Chalon/Saône. Au total, 60 élèves sont accueillis dans 6 villes de France.
En 1988, 2LPE met fin à la gestion des classes bilingues. Seul 2LPE Poitiers devient 2LPEco (2 Langues Pour une Éducation Centre Ouest) et met en place le Service d’Éducation Bilingue (SEB) dont la direction est assurée par Jean-François Mercurio. Quant aux autres classes dans les villes citées ci-dessus, c’est l'Association nationale de parents d’enfants sourds (ANPES) qui prend le relais.
En 1991, l’Assemblée nationale met fin aux dispositifs interdisant l'usage de la langue des signes française pour l’éducation des enfants sourds par la loi Fabius . Celle-ci consacre le droit des familles à choisir les modalités d'éducation de leurs enfants.

## Les écoles spécialisées après la loi de 2005
La loi du 11 février 2005 pour l'égalité des droits et des chances, la participation et la citoyenneté des personnes handicapées établit le droit à la scolarité des enfants handicapés dans leur école de secteur, avec un accompagnement déterminé par une équipe professionnelle et les Maisons Départementales des Personnes Handicapées. En 2019, il reste quatre instituts nationaux spécialisés dans l'éducation des jeunes sourds et offrant une scolarité complète, en plus de services d'accompagnement pour les enfants en inclusion. Leur futur est incertain . En 2020, « aucun décret n'a encore précisé le nombre d'heures d'enseignement de la LSF pour ces enfants en parcours bilingue » (parcours avec un enseignement tant en français qu'en Langue des signes française).  

### Ouvrages
- André Minguy, Le Réveil Sourd en France : Pour une perspective bilingue, L'Harmattan, 2009, 332 p.  (ISBN 978-2-296-07898-7)
- François Buton, L'administration des faveurs : L'État, les sourds et les aveugles (1789-1885), Presses universitaires de Rennes, coll. « Histoire », 2009, 334 p.